# Attilio Ferraris
Attilio Ferraris (ur. 26 marca 1904 w Rzymie, zm. 8 maja 1947 w Montecatini Terme) – włoski piłkarz, pomocnik. Mistrz świata z roku 1934.

## Życiorys
Najlepszy okres w karierze spędził w Romie. W latach 1927–1934 oraz 1938–1939 rozegrał w jej barwach 210 spotkań i strzelił dwie bramki. Wcześniej grał w Fortitudo, klubie-założycielu Romy. Był długoletnim kapitanem zespołu. Występował także w S.S. Lazio, AS Bari oraz Catanii.
W reprezentacji Włoch po raz pierwszy zagrał w 1928 w meczu ze Szwajcarią. W tym samym roku znalazł się w składzie brązowych medalistów igrzysk w Amsterdamie. Podczas MŚ 34 zagrał w trzech spotkaniach Italii, w tym w meczu finałowym z Czechosłowacją.